# William McKinley
William McKinley (1843. január 29. – 1901. szeptember 14.) az Amerikai Egyesült Államok 25. elnöke 1897 és 1901 között. McKinley a harmadik amerikai elnök Abraham Lincolnt és James A. Garfieldot követően, John F. Kennedyt pedig megelőzően, akit meggyilkoltak.

## Életútja
1861 májusában mint közlegény egy önkéntes ezredbe lépett és a polgárháború befejezésével mint őrnagy lépett ki a hadseregből. Tanulmányait folytatván, ügyvéd lett és 1867-ben Cantonban (Ohio) telepedett le. Ezt követően tevékeny részt vett a közéletben, különböző hivatalokat viselt és 1877-ben a köztársasági párt a kongresszusba választotta, ahol a védvám-tarifának (McKinley bill) hatalmas szószólója volt. 1891-ben és 1893-ban Ohio állam kormányzójának választották.

## Elnöksége és halála

### Első ciklusa
Az új elnök hatásos fellépésű, széles vállú, testes férfi volt, elődeivel szemben se szakállt, se bajuszt nem viselt, acélkék szemét bozontos szemöldök árnyékolta. Egyesek szerint Napóleonra hasonlított. Méltóságteljes udvariasságával és legendás figyelmességével kivívta ellenfelei tiszteletét is, a kérelmeket olyan lenyűgöző kedvességgel és sajnálkozással tudta elutasítani, hogy még a kudarcot vallott kérelmezők is jókedvűen és lekötelezve távoztak a Fehér Házból. Feleségét gyermekeik korai elvesztése óta epilepszia gyötörte. McKinley türelmesen ápolta őt, és sohasem engedte el közeléből.
Pár héttel McKinley győzelme után a Képviselőház már el is fogadta a Dingley féle vámtörvényt, amelyet az elnök június 24-én írt alá. Az átlagos vám 46,5%-ra emelkedett, egyes árucikkek (gyapjú, cukor) esetében azonban megközelítette, a dohány esetében meg is haladta a 100%-ot. A gazdasági prosperitás visszatértével és az új aranybányák felfedezésével 1900-ban lehetővé vált a pénz aranyalapra való helyezése: egy uncia árát 20,67 dollárban határozták meg.
McKinley figyelmét külpolitikai kérdések kötötték le. Először arra törekedett, hogy az amerikai beavatkozás nélkül vessen véget a lázadó kubaiakat sújtó spanyol elnyomásnak, s komoly reformok bevezetésére ösztökélte a madridi hatóságokat. Az Amerikai Egyesült Államokban azonban háborús közhangulat alakult ki, nyilvánosságra került a spanyol nagykövet sértő hangnemű levele (1898. febr. 9.), majd a havannai kikötőben felrobbant Maine nevű amerikai hadihajó, s elhunyt 260 tengerész. A robbanást valószínűleg a lőszerraktár közelében lévő szén öngyulladása okozta, az egyre agresszívabb sajtó a spanyolokat vádolta. A békeszerető elnök kénytelen volt engedni a közhangulatnak. 1898. április 11-én beavatkozás engedélyezésére kérte fel a Kongresszust, amely 19-én a háború mellett döntött, majd a Teller-féle határozattal azt is kimondta, hogy a győzelem után Kuba kormányzatát a kubaiakra fogják bízni.
Az amerikai-spanyol háborúban, amely még négy hónapig sem tartott, McKinley irányította a katonai és diplomáciai lépéseket. Dewey sorhajókapitány május 1-jén Manila előtt elsüllyesztette a spanyol flottát, júniusban pedig Kubában szállt partra egy 17 000 fős amerikai hadsereg. Július 3-án a santiagói öbölből kihajózó spanyol flottát lőtték szét, majd két hét múlva elfoglalták Kuba fővárosát, s augusztusra Puerto Ricót is. Augusztus 12-én fegyverszünetet kötöttek, s a december 10-én aláírt párizsi békeszerződéssel Spanyolország az Egyesült Államoknak engedte át Guamot, Puerto Ricót és húszmillió dollár fejében a Fülöp-szigeteket is. Ez utóbbi szerzeménnyel kapcsolatban McKinleynek komoly lelkiismereti aggályai voltak, de nyilvánvaló volt, hogy a megosztott és polgárháború által sújtott szigetvilág Japán, Németország, vagy Franciaország ölébe hull, ha Amerika nem foglalja el. Az elnök állítólag imádkozás közben jutott arra a következtetésre, hogy „nem maradt más háta, mint elfoglalni mindent, kiművelni a Fülöp-szigetieket, felemelni, civilizálni és kereszténnyé tenni őket, s Isten segedelmével mindent megtenni értük, amit csak tudunk, mint embertársainkért, hisz Krisztus értük is meghalt!”
McKinley komoly erőfeszítéseket tett az újonnan megszerzett területek pacifikálására. Puerto Rico az 1900-as Foraker-törvénnyel korlátozott önkormányzatot kapott, lakói 1917 ben amerikai állampolgárok lettek. A Fülöp-szigeteken kitört az Aguinaldo által vezetett felkelés, ezért csak 1901-ben hozhattak létre polgári kormányzatot és 1907-ben képviselő testületet. Függetlenségét 1946-ban nyerte el. Kuba független lett, 1902-ben az amerikai csapatok is elhagyták, az 1901-es kubai alkotmányhoz csatolt Platt-féle kiegészítésben viszont kölcsönös védelmi szerződést kötött az Egyesült Államokkal, lehetővé tette, hogy a kubai függetlenség védelmében fegyveresen beavatkozzon az ország belügyeibe, s támaszpontot engedett át számára a Guantánamói-öbölben.
Az Egyesült Államok egy csapásra csendes-óceáni és Karib-tengeri nagyhatalommá vált. Távol-keleti érdekeltségének megnövelésével annektálta a Hawaii-szigeteket (1898), birtokba vette Wake szigetét (1899), Szamoát pedig közös protektorátus megszüntetésével német és amerikai kézen lévő szigetekre osztották (1899). Hay államtitkár 1899 nyarán meghirdette „nyitott kapuk politikájának nevezett” elvét, mert az amerikai kereskedők attól tartottak, hogy  az európai nagyhatalmak teljesen kiszorítják őket kínai érdekszféráikból. Hay azt követelte a nagyhatalmaktól, hogy tartsák tiszteletben a kínaiak és más államok kereskedőinek jogait. A kínai bokszerlázadás (1900) kitörésekor Amerika 2500 katonát biztosított a többnemzetiségű haderő számára, amely leverte a felkelőket. Az amerikai kormány a 24,5 millió dolláros jóvátételből mintegy 18 milliót visszaadott Kínának, amely e gesztust értékelve félretette az összeget az Amerikába látogató kínai diákok ösztöndíjára.
A Karib-tengeri érdekeltség megnövekedésével előtérbe került az óceánközi csatorna megépítésének problémája. Az 1850-es Clayton-Bulwer-szerződést 1901 novemberében a második Hay-Pauncefote-szerződéssel váltották fel, amelyben a búr háború által lekötött Nagy-Britannia teljesen szabad kezet biztosított az Egyesült Államoknak a csatorna megépítésére, ellenőrzésére és erődítményekkel való ellátására.

### Elnökválasztás utáni intézkedései
Az 1900-as elnökválasztáson a demokraták által jelölt Bryan ezúttal is bejárta az országot, és heves szónoklatokban támadta a trösztöket és az imperialista külpolitikát. A kormány külpolitikai sikerei és gazdasági fellendülése következtében azonban McKinley (és egyre népszerűbb alelnökjelöltje, Theodore Roosevelt) szerezte meg az elektori szavazatok többségét.
Az elnök a belpolitikai problémákra szeretett volna koncentrálni az előtte álló négy év folyamán. Arra készült, hogy szakít a magas védővámok politikájával. „Az elzárkózás korszakának vége!"- jelentette ki a buffalói pánamerikai kiállításon. -Iparunk és kereskedelmünk fejlesztése a legsürgősebb feladat. A kereskedelmi háborúk nem kifizetődőek. A megszorításokat a jó szándék és a barátságos kereskedelmi kapcsolatok fogják megakadályozni. A kor szellemének a kölcsönös kereskedelmi szerződések felelnek meg, nem a megtorló intézkedések!"

### A merénylet
A másnapi fogadáson, 1901. szeptember 6-án délután négy óra körül (szokása szerint) éppen a gomblyukában lévő vörös szegfűt adta át egy kislánynak, amikor egy Leon Frank Czolgosz nevű 26 éves anarchista kétszer rálőtt a kezére csavart kötés alól elrejtett ún. citromfacsaró orgyilkos pisztollyal. „Ne hagyják bántani"!! - kiáltotta az elnök, amikor látta, hogy gyilkosát leütik. „Valami szegény félrevezetett fickó lehet!" A második gondolata felesége volt, s arra kérte titkárát, óvatosan közöljék vele a merénylet hírét. Az egyik golyó a gyomrába hatolt, megsértette veséjét, és a hasnyálmirigyében állt meg. Egy ideig bíztak felépülésében, de nyolcnapos szenvedés után a fertőzés végzett a hős elnökkel. Gyilkosa beismerte tettét, de anarchista lévén tagadta a bíróság jogát, hogy elítélje őt. Villamosszékben végezték ki.

### Elnökségének összegzése
McKinley kormányzása idején tették lehetővé a távíró és telefon rendszeres használatával az információk és utasítások gyorsabb áramlását. Jó kapcsolatot tartott fenn a sajtóval, valamennyi újság számára elküldte üzeneteit és beszédeit. Ő növelte meg a Fehér Ház személyzetét: korábban egy titkár és hat írnok állt a rendelkezésére, később azonban már harminc tisztviselő. Rendszeresen konzultált különböző szakértőkkel és tudósokkal, rengeteget utazott, jobban felszerelt, népszerűbb, erősebb és tekintélyesebb elnöki hatalmat hagyott utódaira. Elnöksége idején nagy fordulatra került sor a külpolitikában, de valahogy sikerült meggyőznie az amerikaiakat arról, hogy e fordulat során nem kell megtagadni a régi elveket és erkölcsöket.

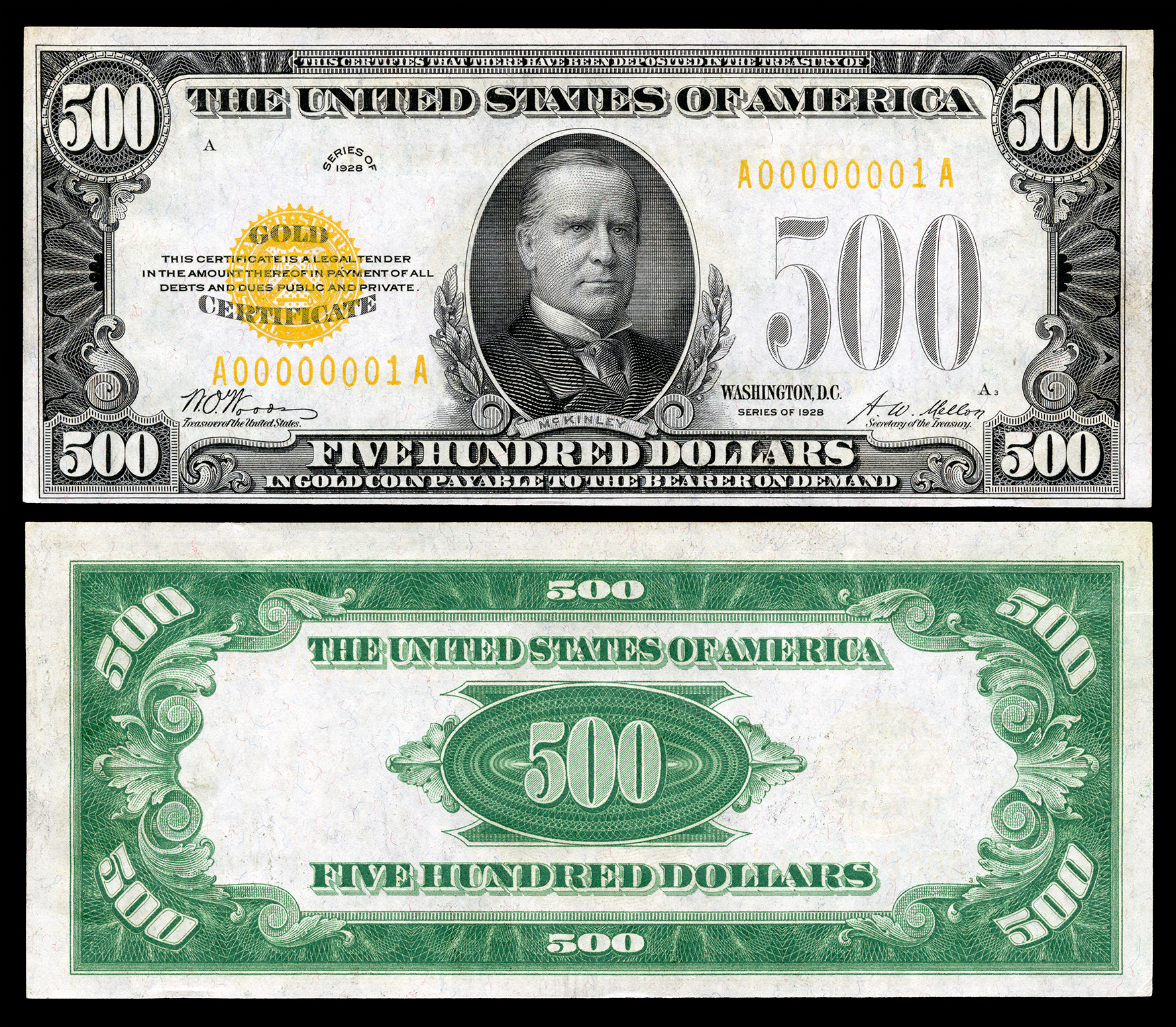
William McKinley elnök portréja az 1928-as szériájú, Gold Certificate típusú amerikai 500 dolláros államjegyen.
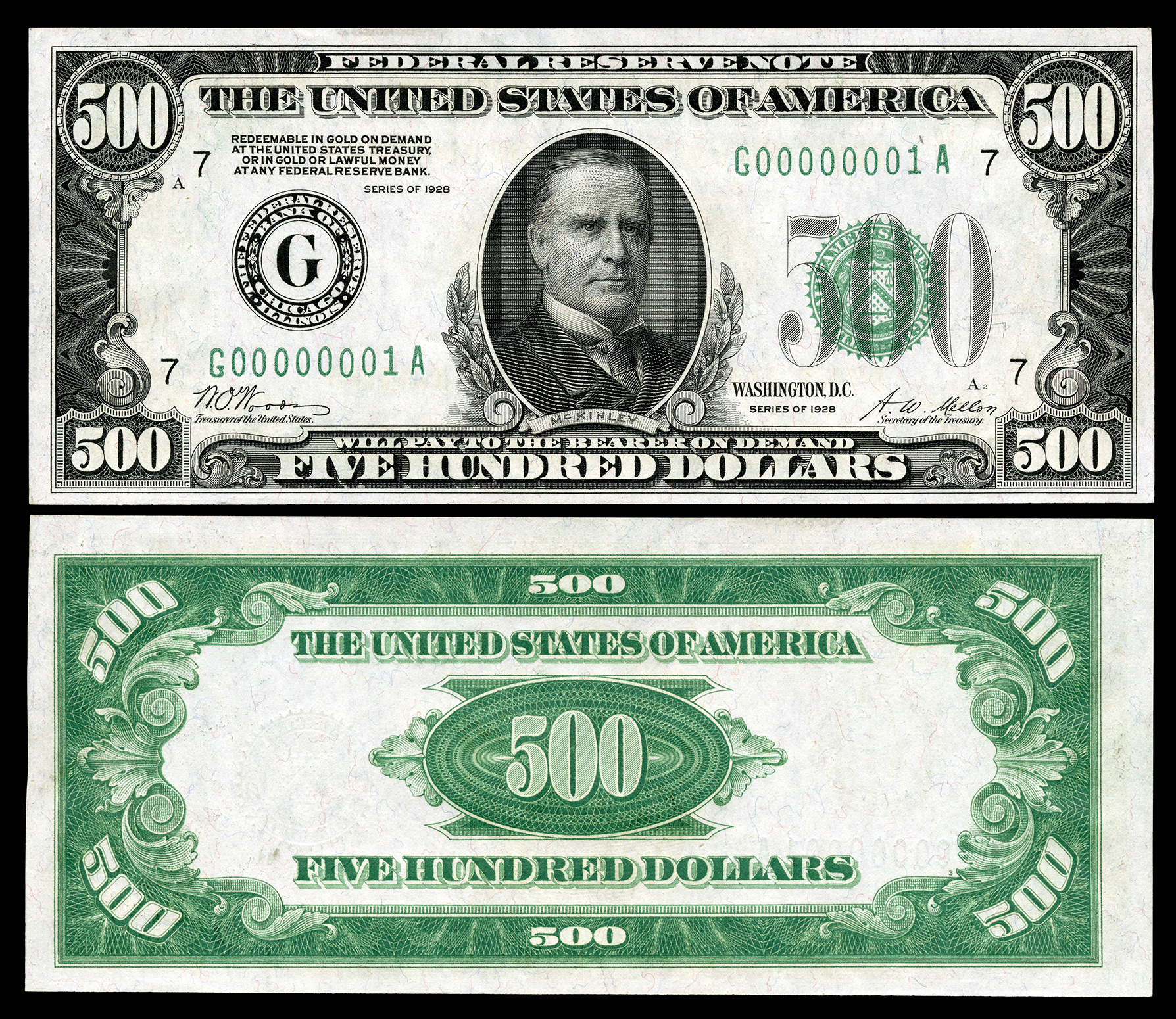
William McKinley elnök portréja az 1928-as szériájú Federal Reserve Note típusú amerikai 500 dolláros bankjegyen.